# Office national marocain du tourisme
L'Office National Marocain du Tourisme (ONMT), créé en 1918,  est un établissement public  marocain. Il a pour mission de promouvoir et de commercialiser le Maroc en tant que destination touristique aussi bien au niveau national qu'international.  
L'ONMT est doté de la personnalité civile et de l'autonomie financière. 
C'est l'un des acteurs principaux du secteur du tourisme marocain. 

## Historique
L'office a été créé en 1918 par l'administration française et s'appelait initialement le Comité central du tourisme, avant de devenir, en 1937, l’Office chérifien du tourisme. C'est en 1946 qu'il devient l'Office national marocain du tourisme,.

## Récompenses et distinctions
2018 : Player d'Or catégorie "expérience sociale" des Brand Expérience Awards 2018 pour sa campagne 100 % digitale "Maroc In Motion.
2022 : la campagne internationale de l'ONMT", "Terre de Lumière" élue Meilleure Campagne Destination par le média espagnol La Razon.
2022 : la campagne internationale de l'ONMT", "Terre de Lumière" élue Meilleure Campagne Destination par le média français TourMag . 

## Direction Générale
- Depuis Novembre 2024 : Achraf Fayda
- 2018 - 2024 : Adel El Fakir
- 2013 - 2017 : Abderrafie Zouiten[5]
- 2008 -  2012 : Abdelhamid Addou[6]
- 2004 -  2008 : Abbas Azzouzi[7]
- 2001 - 2004 : Fathia Bennis

## Différentes campagnes

### Tourisme Interne
En 2019, lors de la crise due à la pandémie de coronavirus qui affecte le secteur touristique mondial, l'ONMT lance la campagne "Ntla9awfbladna" (Retrouvons nous dans notre pays) pour le tourisme interne. Une campagne plébiscitée par les marocains du Maroc et du monde.  

### Tourisme International
En 2022, l'ONMT lance la campagne "Terre de Lumière" au niveau international. Une campagne unique en son genre, en rupture total avec tout ce qui a été fait jusque là par l'Office . La campagne s’est attelée à sublimer les richesses du pays et à en affirmer la splendeur en mettant l’accent sur sa lumière, qui interpelle les voyageurs dès leur arrivée. Cette lumière devient le thème central de la communication en tant que source de vie et de mouvement et source d’inspiration pour les artistes. Elle fait ressortir la grande diversité naturelle du pays, ainsi que sa culture vivante et authentique. Elle sera déployée simultanément dans 20 pays de par le monde.                                